# کریستین گیرارد
کریستین گراد (به انگلیسی: Christine Girard) (زاده ۳ ژانویه ۱۹۸۵) وزنه بردار اهل کانادا است.